# Pou de les Aigües (Bàscara)
El Pou de les Aigües és una obra de Bàscara (Alt Empordà) inclosa a l'Inventari del Patrimoni Arquitectònic de Catalunya.

## Descripció
Situat dins del nucli urbà de la població de Bàscara, al bell mig del terme, en el solar on s'està edificant la plaça Catalunya.
Es tracta d'una torre de planta hexagonal, distribuïda en dos cossos diferenciats i coberta amb una cúpula també hexagonal. A mode decoratiu presenta pilastres adossades als angles, rematades amb capitells esglaonats i cornisa motllurada. La torre presenta forats de ventilació circulars, a mode d'ull de bou, al cos inferior i d'arc ultrapassat al superior. La construcció és bastida amb maons.

## Història
Torreta del pou de les aigües, de propietat municipal, bastida vers els segles XIX i XX.